# Décio Bianco
Décio Antonio Cabo Bianco ou simplesmente Décio Bianco, (São Paulo, 26  de agosto de 1944), é um ex-futebolista brasileiro que atuava como atacante.

## Carreira
Iniciou sua carreira futebolística nas categorias de base da Portuguesa. Jogou no Juventus-SP, no Flamengo-RS, atual Caxias-RS e encerrou no sua carreira no Saad aos 23 anos de idade devido ao agravamento de uma contusão lombar. Atuações convincentes o levaram a ser chamado para a Seleção Paulista e Seleção Brasileira que ganhou a medalha de ouro nos Jogos Pan-Americanos de 1963, em São Paulo.
Em entrevista a um jornalista, Décio respondeu como surgiu o problema na região lombar:
| “ | Eu sofri a contusão quando jogava no Flamengo, num jogo em Farroupilha. Eu tive de fazer fisioterapia pra continuar jogando. Mas para acabar com o problema, eu teria de fazer uma operação para que a lesão acabasse. Mas na época, poucas pessoas faziam uma operação na parte lombar. O médico não me deu certeza: “Pode ficar bom. Mas também pode ficar com algumas seqüelas”. Segundo ele, se houvesse algum problema na operação, eu podia ficar paralítico. Por isso, resolvi deixar o profissionalismo. | ” |

## Títulos
Seleção Brasileira
- Campeão Pan-Americano: 1963